# Лашкарашвили, Тамара Васильевна
Тамара Васильевна Лашкарашвили — советский хозяйственный, государственный и политический деятель.

## Биография
Родилась в 1916 году в Тбилиси. Член КПСС с 1946 года.
С 1937 года — на хозяйственной, общественной и политической работе. В 1937—1986 гг. — учитель средней школы, заведующая учебной части, директор школы, заведующая отделом Тбилисского обкома партии, секретарь Тбилисского горкома, секретарь Тбилисского обкома партии, заместитель заведующего отделом, заведующий отделом ЦК Компартии Грузии, министр просвещения Грузинской ССР, секретарь Президиума Верховного Совета Грузинской ССР. 
Избиралась депутатом Верховного Совета СССР 7-го и 8-го созывов, Верховного Совета Грузинской ССР 5-11-го созывов.
Делегат XIX, XXII и XXIII съездов КПСС.
Умерла в Тбилиси в 2001 году.